# 애정회래료
《애정회래료》(爱情回来了)는 2014년 방송되었던 중국의 드라마이다.

## 소개
- 신세대 젊은 남녀들이 결혼에 대해 갖는 두려움, 늦은 결혼과 그로 인해 더 늦어지는 출산 및 육아에 대한 문제를 다룬 드라마

## 등장 인물
- 치웨이 - 명량 역
- 천허 - 고견 역
- 차오런량 - 승뢰 역
- 장옌 - 우소락 역
- 마오샤오퉁 - 포념념 역
- 왕전군(Eric Wang) - 방사제 역
- 오건비(Jarvis) - 제위 역
- 염유 - 명채봉 역
- 악약리(岳跃利) - 포덕화 역
- 왕희유(王希维) - 피오나 역